# Enrique Estrázulas
Enrique Raúl Estrázulas Montero (Montevideo, 9 de enero de 1942 - Montevideo, 7 de marzo de 2016) fue un escritor, dramaturgo, periodista y diplomático uruguayo. Publicó seis libros de poesía, ocho novelas, cinco libros de relatos, cuatro ensayos y tres obras de teatro. Su obra más conocida y difundida es la novela Pepe Corvina, con la que se inauguró como narrador en 1974. 

## Biografía
Se dedicó al oficio de periodista desde temprana edad, publicando en medios de prensa uruguayos y argentinos. Entre otros, trabajó en la redacción de Marcha, El Día, El País y La Opinión. Se desempeñó como agregado cultural en Roma, París y Buenos Aires. En Cuba cumplió la función de embajador.
Fue amigo de distintas figuras de las letras y el arte latinoamericano como Juan Rulfo, Julio Cortázar, Juan Carlos Onetti y, principalmente, Salvador Bécquer Puig y Alfredo Zitarrosa, quien musicalizó tres poemas suyos y al cual Estrázulas dedicó el ensayo Alfredo Zitarrosa, cantar en uruguayo.
Sus obras fueron traducidas al francés, inglés, griego, alemán y portugués.

## Obras
Poesía
- El Sótano (1965)
- Fueye (1968)
- Caja de tiempo (1971)
- Confesión de los perros (1975)
- Poemas de amor -Madrigales, Blasfemias (1979)
- Claroscuros (antología) (2013)

Novela
- Pepe Corvina (1974)
- Lucifer ha llorado (1980)
- El ladrón de música (1982)
- El amante de paja (1986)
- Tango para intelectuales (1990)
- Los manuscritos del Caimán (Sudamericana, Buenos Aires, 2004)
- Espérame Manon (Planeta, Montevideo, 2009)
- El sueño del ladrón (Sudamericana, 2013)

Cuentos
- Los viejísimos cielos (1975)
- Las claraboyas (1975)
- Cuentos fantásticos (1984)
- Antología personal (1984)
- La cerrazón humana (Seix Barral, Montevideo, 2007)

Ensayo
- La canción de la mugre (1970)
- Mientras viva un poeta, un ladrón y una puta - ensayo sobre Carlos de la Púa (1970)
- El canto de la flor en la boca (1978)
- Alfredo Zitarrosa, cantar en uruguayo

Teatro
- Borges y Perón (1998)[5]
- La puta y el sacristán (2008)
- Gardel en Santamaría (2010)